# CpG-öar
CpG-öar är ett löst definierat begrepp inom genetiken för områden på DNA-strängar med högt innehåll av cytosin och guanin. CpG är en hopdragen form av cytidin-fosfat(P)-guanin, efter hur DNA-sekvensen ser ut i dessa områden. Normalt sett är en cytosinbas följd av en guaninbas alltid metylerade, denna metylering av cytosinet gör att enzymer som reparerar DNA:t kan hålla koll på vilken av DNA-strängarna som är "ny" och vilken som är gammal. Metylerade cytosiner deamineras spontant till tymidin, områden med många CpG:n kan därför antas vara speciellt återhållna av reparationsenzymer, vilket antyder att de har en viktig funktion. Alla CpG-områden är inte ometylerade, men det finns ingen gradvis skillnad. Antingen är området helt metylerat, eller inte metylerat alls. 
Även områden kring CpG-öarna verkar vara ometylerade.
CpG-öar är relaterade till genuttryck på så vis att de ofta utgör promotorsekvens för en viss gen, framför allt så kallade housekeepinggener, det vill säga, gener som är aktiva i så gott som alla vävnader under alla omständigheter. CpG-öar är därför oftast i stort sett fria från metylgrupper, som annars används för att inaktivera gensekvenser som inte används.
Storleksmässigt är CpG-öar ungefär 300 till 3000 baspar långa.